# Arnager
Arnager ist ein kleines Fischerdorf mit 151 Einwohnern (Stand 2010) an der Südküste von Bornholm,  ca. 8 km südöstlich von Rønne und grenzt östlich an den Flughafen Bornholm. Arnager ist Teil von Bornholms Regionskommune, die zur Region Hovedstaden gehört. Es gehört zum Kirchspiel Nylarsker Sogn.

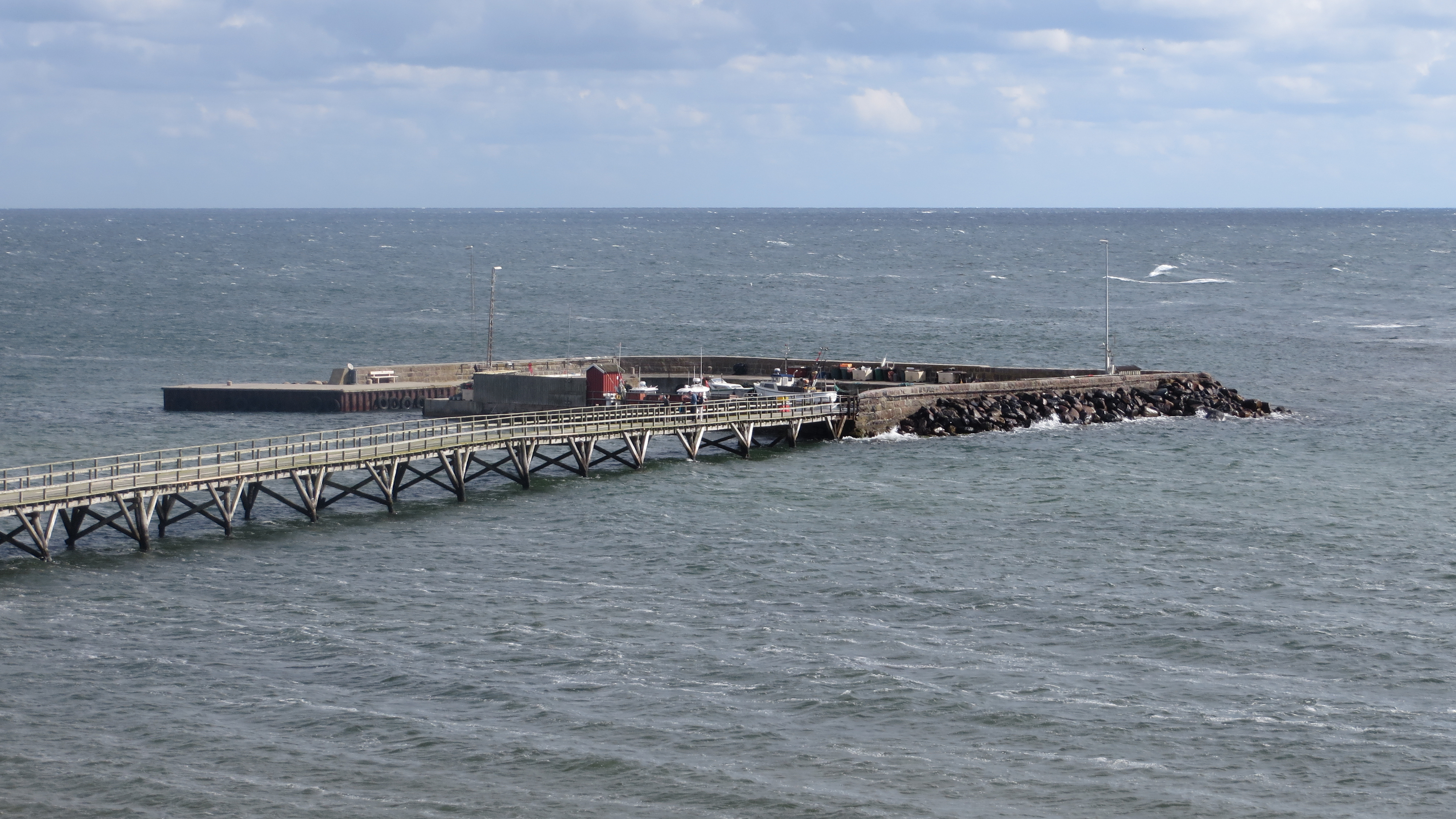
Inselhafen von Arnager

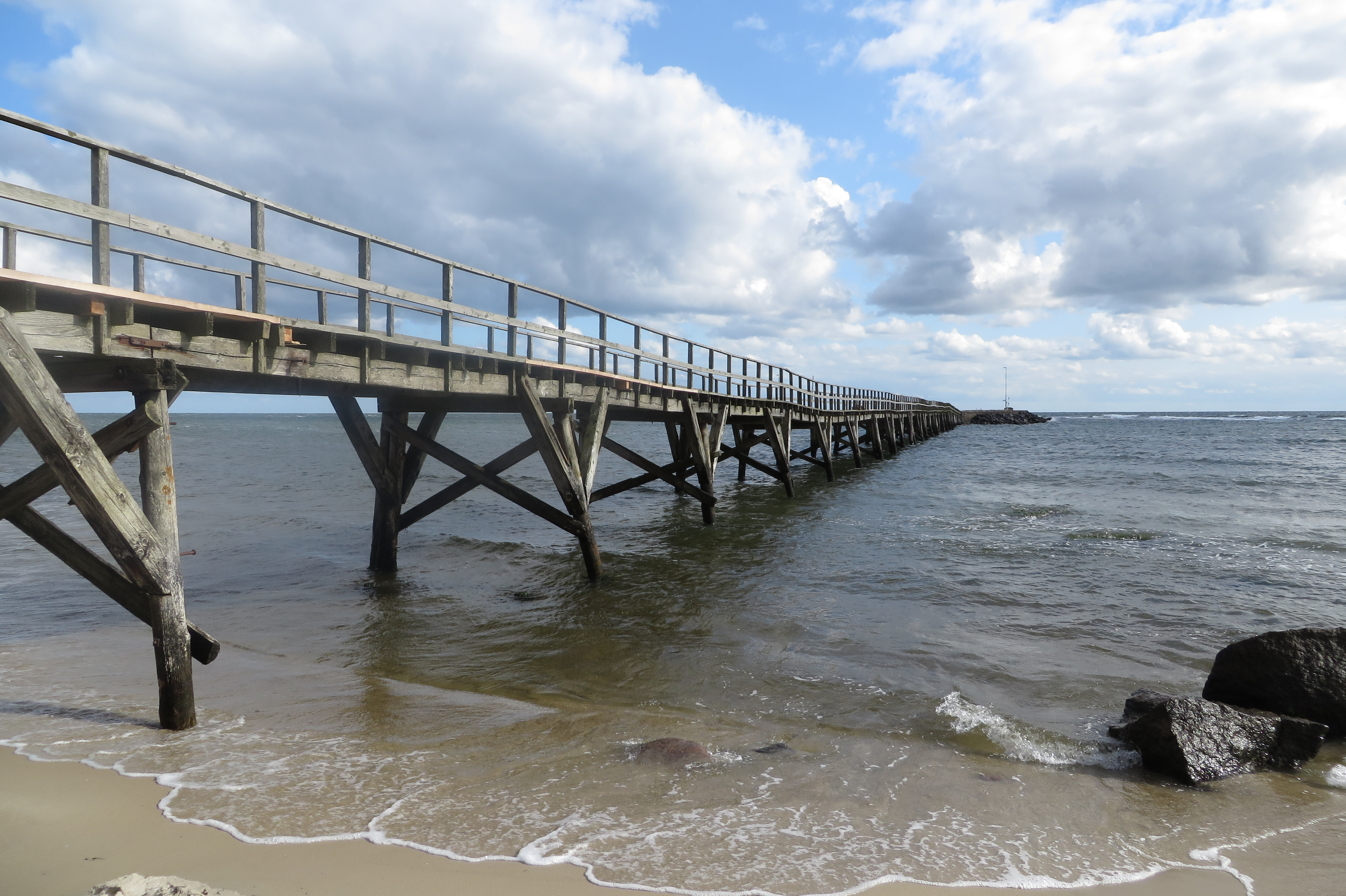
Holzbrücke zum Inselhafen

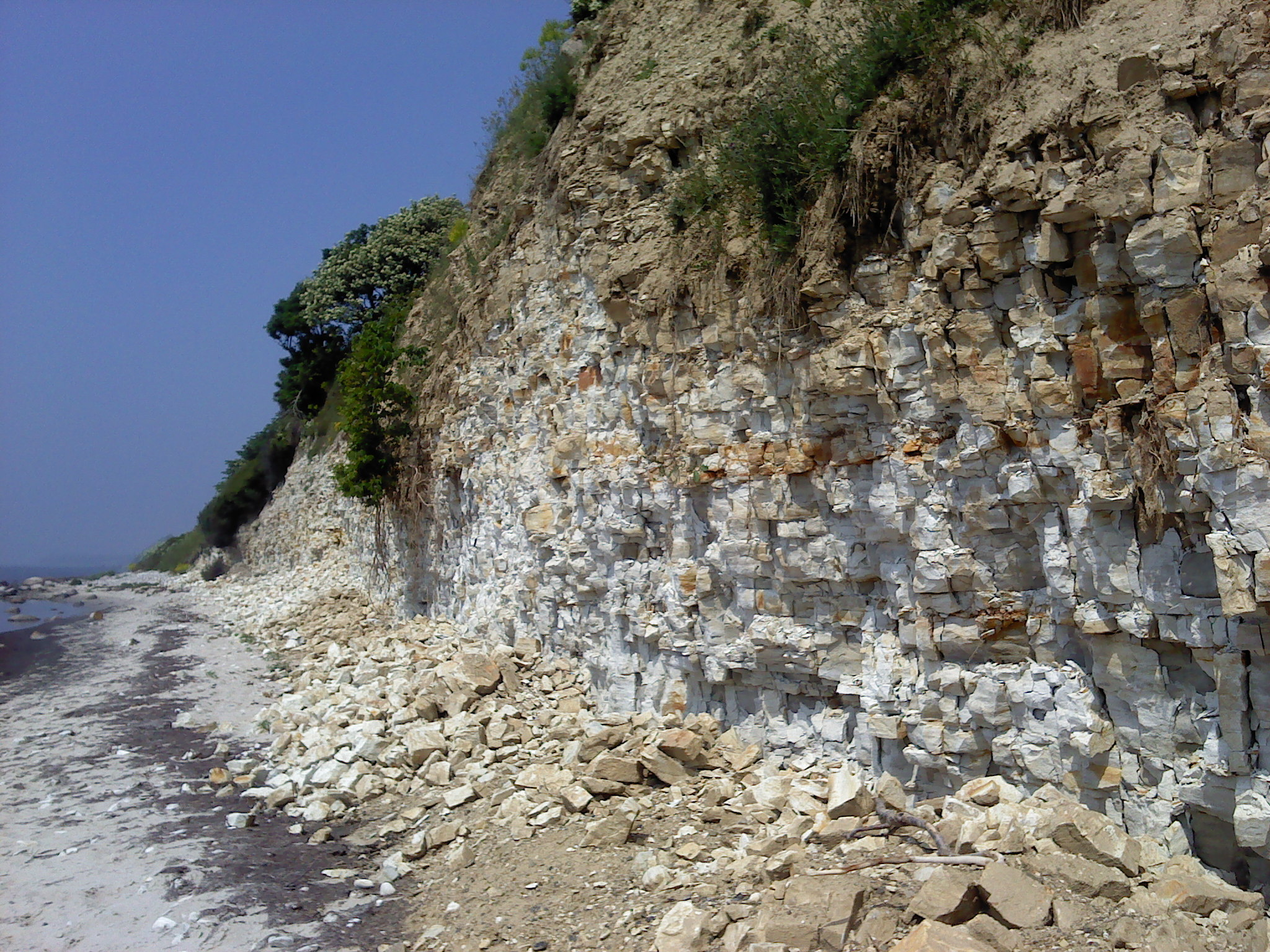
Arnager Kreideküste

In historischer Zeit war Arnager das erste Dorf auf Bornholm, wohingegen es auf dem Land nur Freibauernhöfe gab.
Das besondere Merkmal des Dorfes ist der 1883 erbaute Inselhafen mit Dänemarks längster Holzbrücke von 200 Metern. Eine Maßnahme gegen die Versandung eines strandnahen Hafens. Auf Bornholm gibt es zwei Inselhäfen, der andere befindet sich in Snogebæk. Heute wird der Hafen von den heimischen Fischern und Sportbootfahrern genutzt.
Im Küstenbereich befinden sich 12–20 m mächtige Kalkformationen, der kleinflächige Arnagerkalk aus der Oberen Kreidezeit.
Ca. 1 km östlich von Arnager wurden Mitte der 1990er Jahre im dunklen Lehmboden Fußspuren von Dinosauriern gefunden, in der Größe von 25 bis 45 cm  und Tiefen von 15 bis 30 cm.
Am nördlichen Ortsrand befindet sich das Ganggrab von Arnager aus der jüngeren Steinzeit (etwa 3200–3000).